# Otto Klambauer
Otto Klambauer (* 1949 in Perg; † 4. November 2013 in Wien) war ein österreichischer Historiker und Journalist.

## Leben
Klambauer stammte aus Oberösterreich. Er studierte Geschichte am Institut für Zeitgeschichte der Universität Wien. In dieser Zeit war er auch Gitarrist bei der Austropop-Band Misthaufen. 1978 wurde er bei Ludwig Jedlicka mit der Dissertation Die USIA-Betriebe zum Dr. phil. promoviert. Er verfolgte einen revisionistischen Ansatz; Klambauer korrigierte mit seinem Pionierwerk zur sowjetischen Wirtschaftspolitik in Österreich unkritische, vereinfachende und mystifizierende Schilderungen. Manfred Fink wertet seinen in den Studien und Forschungen aus dem Niederösterreichischen Instituts für Landeskunde erschienenen gekürzten und überarbeiteten Beitrag, Ein Überblick über Entwicklung und Organisation des USIA-Konzernes, „eher als Überblick denn als wissenschaftliche Studie“.
1979 wurde Klambauer Redakteur der Tageszeitung Kurier in Wien, wo er unter dem Außenpolitik-Ressortleiter Heinz Nußbaumer den Journalistenberuf erlernte. Er war dann redaktioneller Leiter des Online-Kurier und hauptverantwortlicher Kurier-Redakteur für Zeitgeschichte. Beim Kurier verantwortete er Interviews (u. a. mit Gerhart Riegner) und Reportagen, entsprechende Serien entstanden. Auch für seinen 2000 bei Ueberreuter erschienenen Band, Der Kalte Krieg in Österreich, führte er mit Zeitzeugen wie Anton Benya, Ludwig Steiner, Franz Olah und den noch lebenden österreichischen Bundeskanzlern Gespräche. Nach Stefan Karner habe er mit seinen „zahlreichen Publikationen zu wesentlichen Fragen der österreichischen Nachkriegsentwicklung“ Stellung genommen.
1984 wurde er mit dem Staatspreis für publizistische Leistungen im Interesse der Geistigen Landesverteidigung ausgezeichnet.
Klambauer war verheiratet und Vater von zwei Kindern.

## Publikationen
- mit Ernst Bezemek: Die USIA-Betriebe in Niederösterreich. Geschichte, Organisation, Dokumentation (= Studien und Forschungen aus dem Niederösterreichischen Institut für Landeskunde. Bd. 5). Niederösterreichisches Institut für Landeskunde, Wien 1983.
- Der Kalte Krieg in Österreich. Vom Dritten Mann zum Fall des Eisernen Vorhangs. Ueberreuter, Wien 2000, ISBN 3-8000-3759-9.